# 布赫塔尔大戟
布赫塔尔大戟（学名：Euphorbia buchtormensis）是大戟科大戟属的植物。分布在西西伯利亚、中亚以及中国大陆的新疆等地，生长于海拔1,000米至1,300米的地区，一般生于山地草原，目前尚未由人工引种栽培。